# Mleh av Armenien
Mleh av Armenien, död 1175, var regerande kung av Armenien mellan 1170 och 1175.